# Roberto Rosmaninho Mariz
Roberto Rosmaninho Mariz (Rates, 13 de janeiro de 1974) é um prelado português da Igreja Católica, atual bispo auxiliar do Porto.

## Biografia
Depois de frequentar o Seminário Conciliar de São Pedro e São Paulo, obteve a licenciatura em teologia na Universidade Católica Portuguesa e, posteriormente, o doutoramento em ciências religiosas.
Foi ordenado padre em 19 de julho de 1998, sendo incardinado na Arquidiocese de Braga.

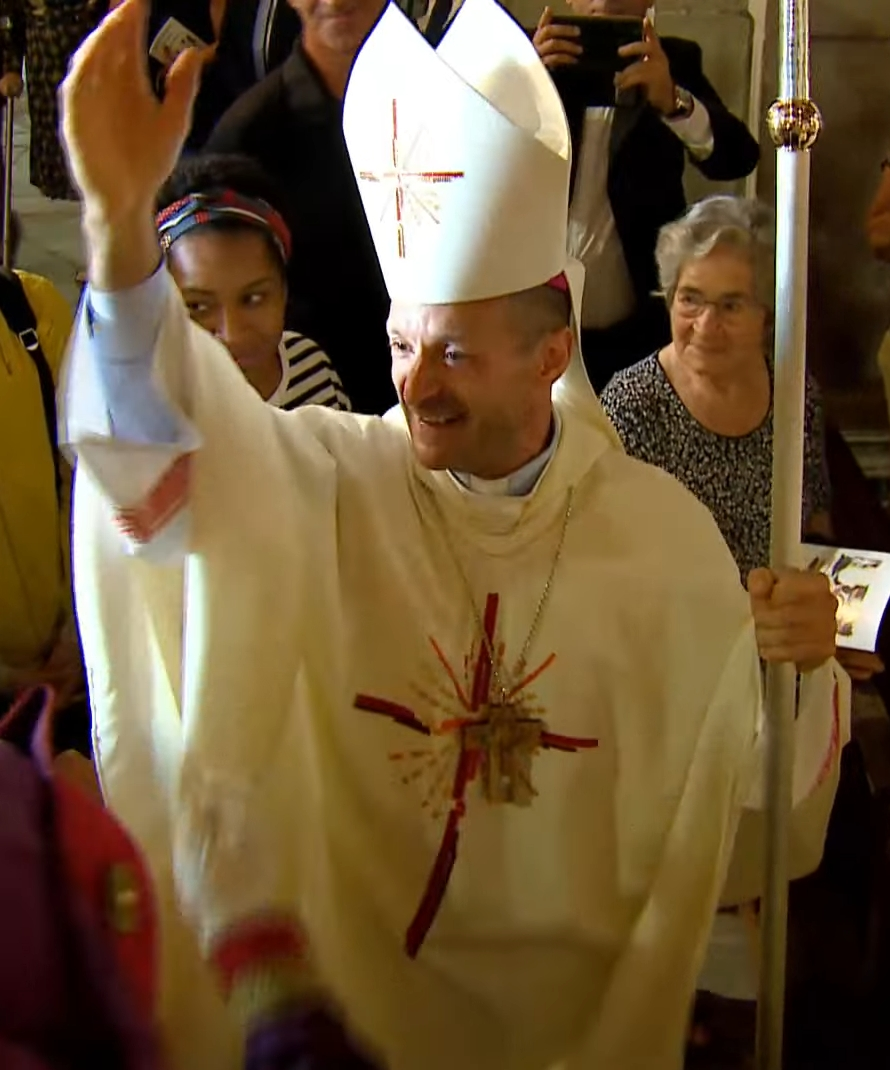
Dom Roberto Rosmaninho Mariz na sua ordenação episcopal.

Após sua ordenação, foi pároco de São João Evangelista em Atães, de Santo Estevão em Barros, de Santa Marinha em Penascais, de São Mamede em Vilarinho, de São Paio em Vila Verde, de Santa Eulália em Loureira e de São Pedro em Lomar; Arcipreste de Vila Verde e Capelão da Santa Casa de Misericórdia de Vila Verde; Membro do Capítulo dos Cânones; ecônomo arquidiocesano e seminários arquidiocesanos; Coordenador da Pastoral Sociocaritativa e da Comissão de Pastoral Social e Mobilidade Arquidiocesana; Vigário Episcopal para o Desenvolvimento Humano Integral; Auxiliar de Pastoral Familiar; desde 2006 até sua nomeação como bispo auxiliar, foi pároco de São José de São Lázaro em Braga.
Em 26 de maio de 2023, o Papa Francisco o nomeou como bispo auxiliar da Diocese do Porto, atribuindo-lhe a sé titular de Vita. Sua consagração ocorreu em 23 de julho seguinte, na Sé de Braga, por Dom José Manuel Garcia Cordeiro, arcebispo de Braga, coadjuvado por Dom Jorge Ferreira da Costa Ortiga, arcebispo emérito de Braga e por Dom Manuel da Silva Rodrigues Linda, bispo do Porto.